# Aufweg

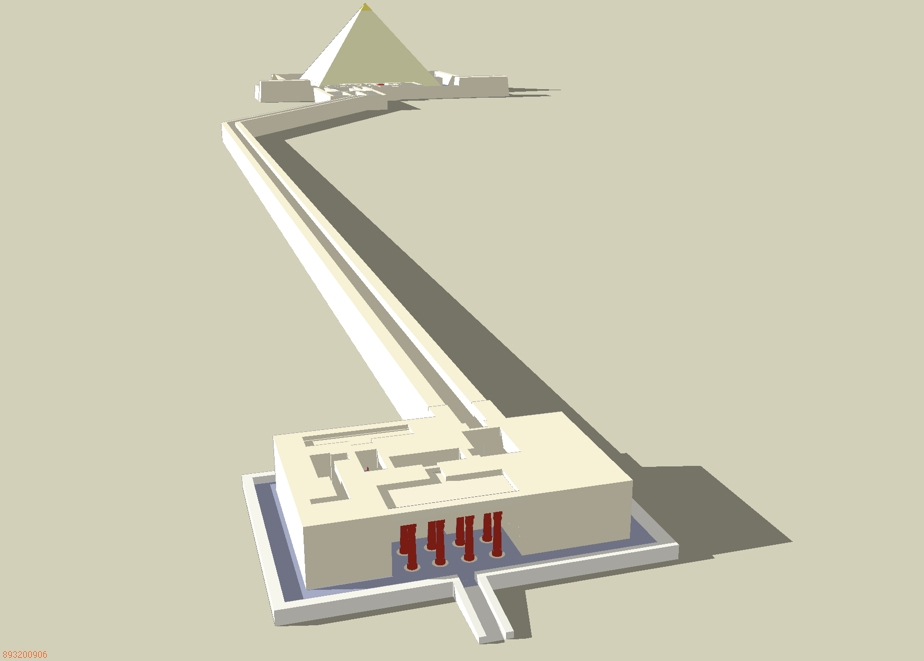
Aufweg der Pyramide des Niuserre

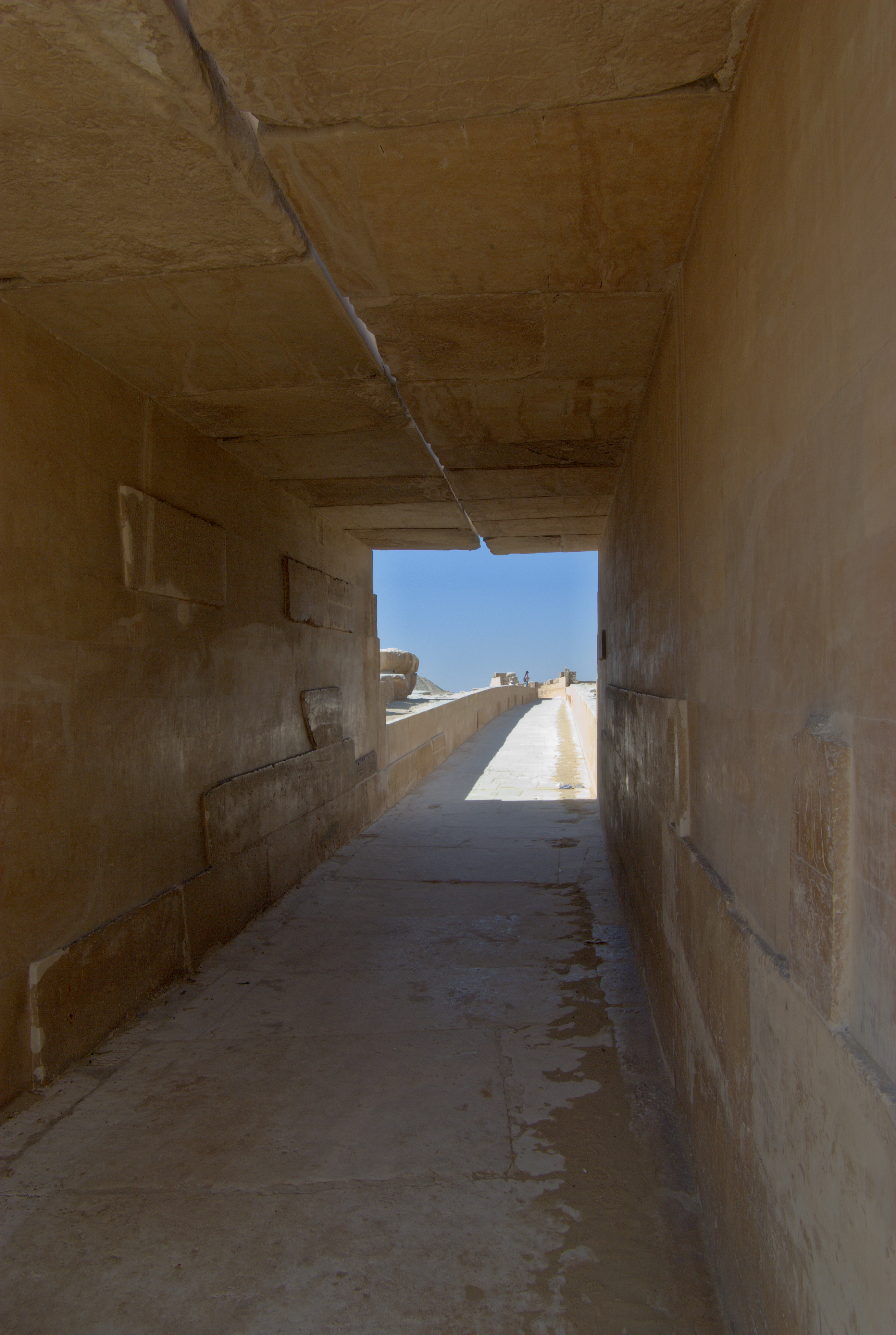
Rekonstruiertes Segment des Aufwegs des Unas mit Dach und Lichtschlitz

Ein Aufweg ist ein Verbindungsweg zwischen dem am Fruchtlandrand gelegenen Taltempel und dem Pyramidentempel auf dem Wüstenplateau.
Die ersten Aufwege gab es in den Ost-West ausgerichteten Pyramidenbezirken von König Snofru. Sie bestanden aus einem engen, gedeckten Steinkorridor und waren durch Lichtschlitze in der Decke schwach erleuchtet. Durch ihre beträchtliche Länge (181 bis 1500 m) bildeten sie ein Verkehrshindernis und waren häufig mit Unterführungen ausgestattet. Die Wände wurden ab der 5. Dynastie mit Reliefs versehen. Diese zeigten am oberen Ende Tributbringer und weltliche Szenen und weiter unten den Sieg der Königssphingen über die Feinde.
Bei der Sesostris-I.-Pyramide war der Aufweg mit königlichen Statuenpfeilern ausgestattet. Bei diesem handelte es sich eher um lang gezogene Innenräume, die räumlich getrennte, aber funktional eng zusammenhängende Bauten verbanden. Im Mittleren Reich wurde der Aufweg auf beiden Seiten durch flankierende Ziegelmauern geschützt, von denen oft nur diese erhalten sind und die „offene“ Aufwegstraßen vortäuschten. Es handelte sich eher um Prozessionsstraßen, die vorwiegend für Amunfeste genutzt wurden. Solche uneigentlichen Aufwege gab es nur bei den Totentempeln von Mentuhotep II., Hatschepsut und Thutmosis III. in Deir el-Bahari. Der letztere war am unteren Ende mit einer Doppelreihe von Bäumen bepflanzt. In der 6. Dynastie wurden Aufwege für Gaufürsten-Gräber in Assuan und Qau el-Kebir nachgebaut.

## Längen einiger Aufwege
| Name                    | Länge  |
| ----------------------- | ------ |
| Radjedef-Pyramide       | 1500 m |
| Unas-Pyramide           | 0666 m |
| Cheops-Pyramide         | 0616 m |
| Mykerinos-Pyramide      | 0600 m |
| Pepi-II.-Pyramide       | 0515 m |
| Chephren-Pyramide       | 0494 m |
| Niuserre-Pyramide       | 0400 m |
| Meidum-Pyramide         | 0241 m |
| Sahure-Pyramide         | 0235 m |
| Amenemhet-III.-Pyramide | 0181 m |

## Bildergalerie

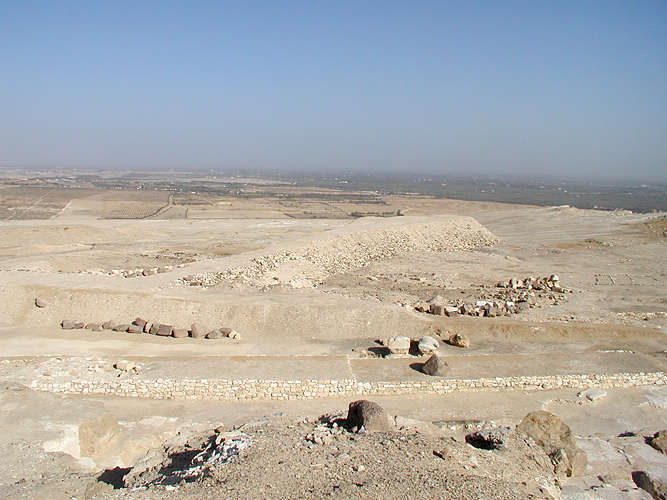
Aufweg des Djedefre
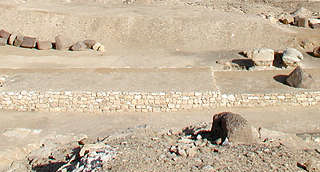
Aufweg des Djedefre (Ausschnitt)
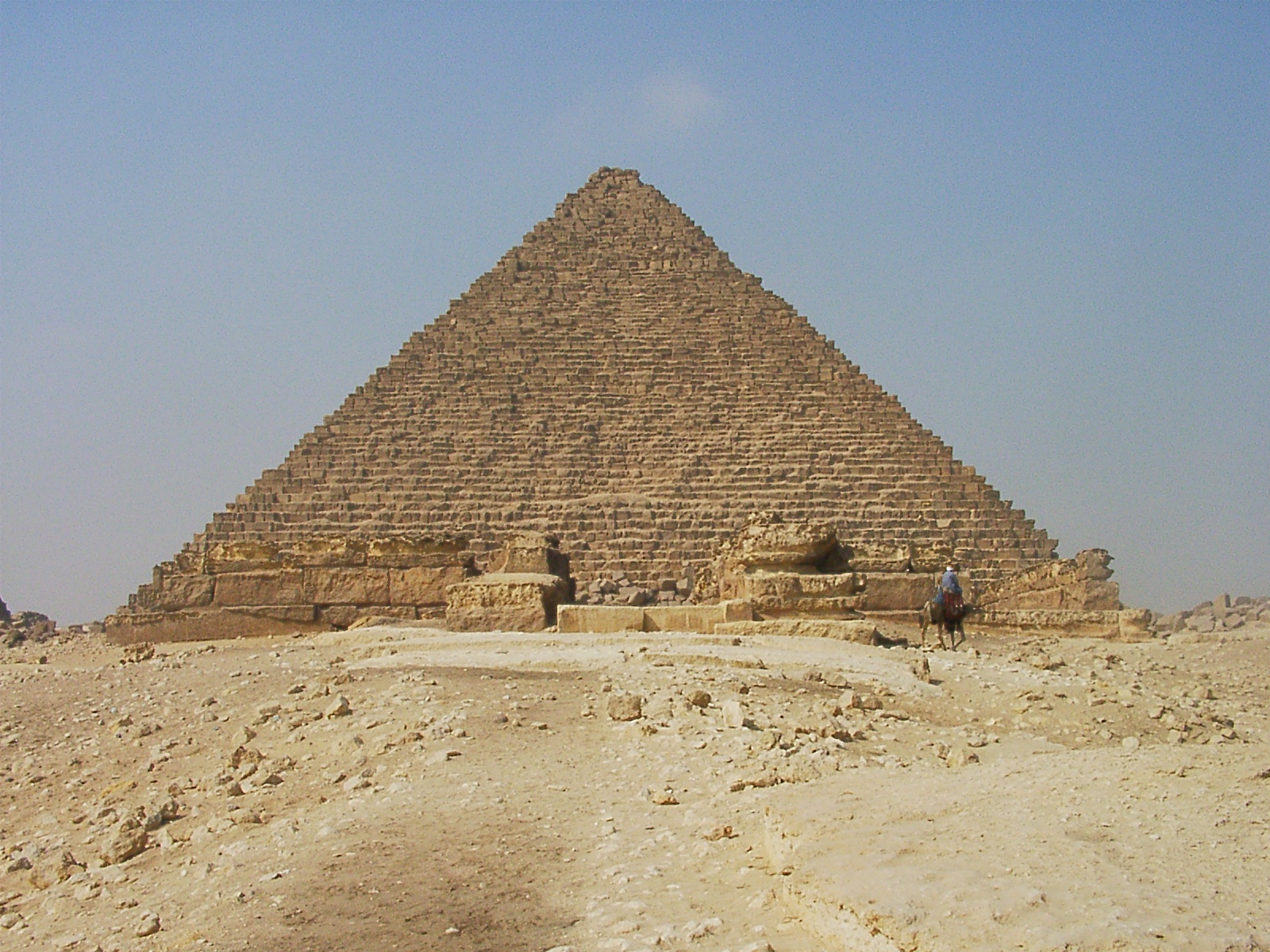
Aufweg des Mykerinos
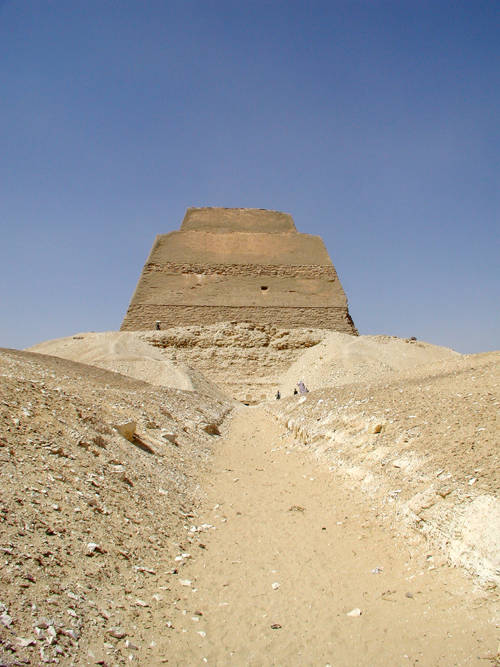
Aufweg des Snofru
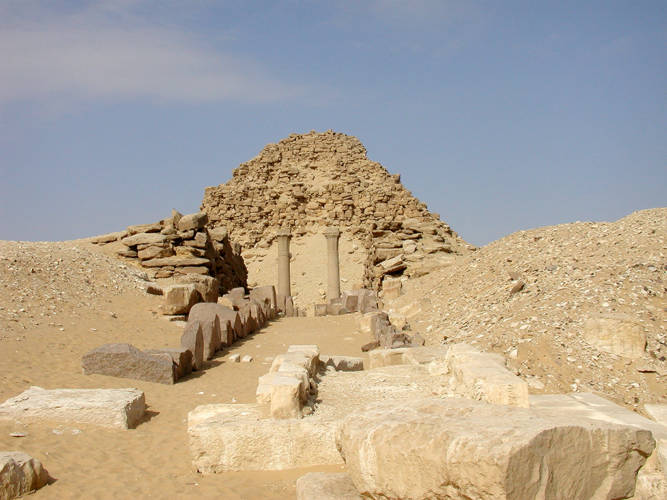
Aufweg des Sahure
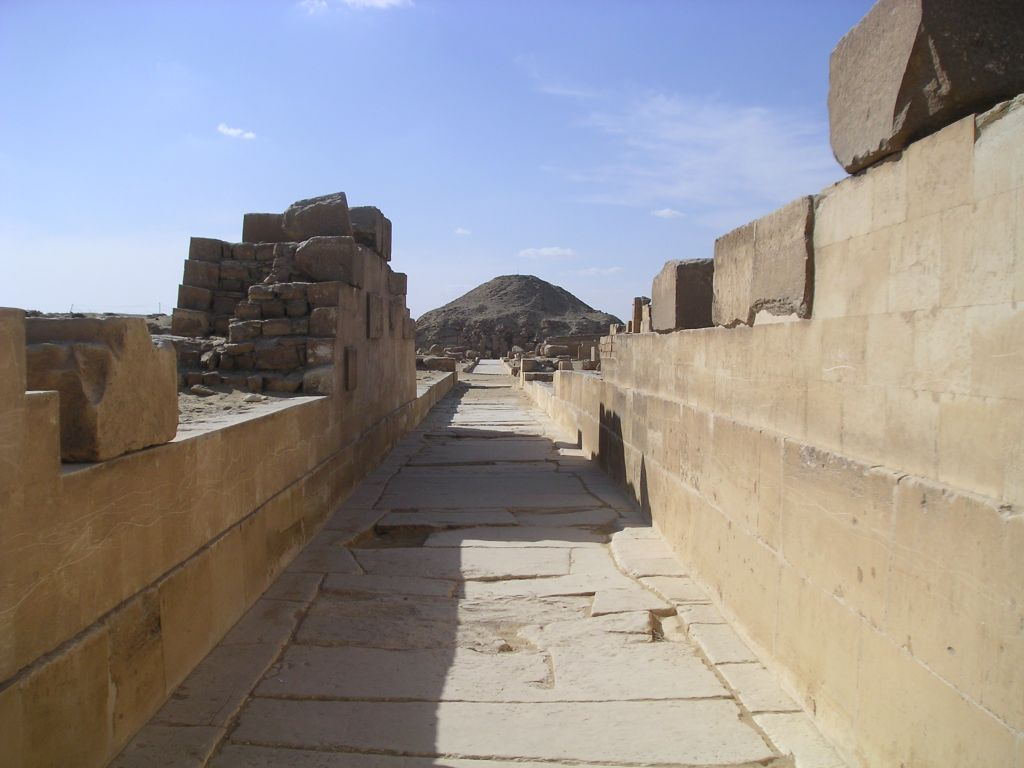
Aufweg des Unas
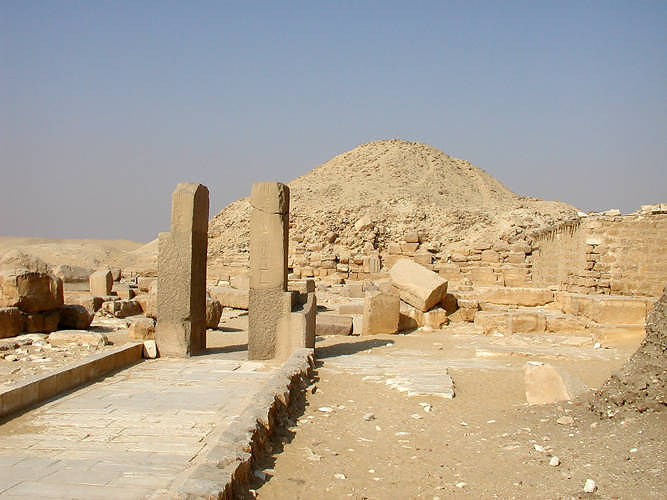
Aufweg des Unas
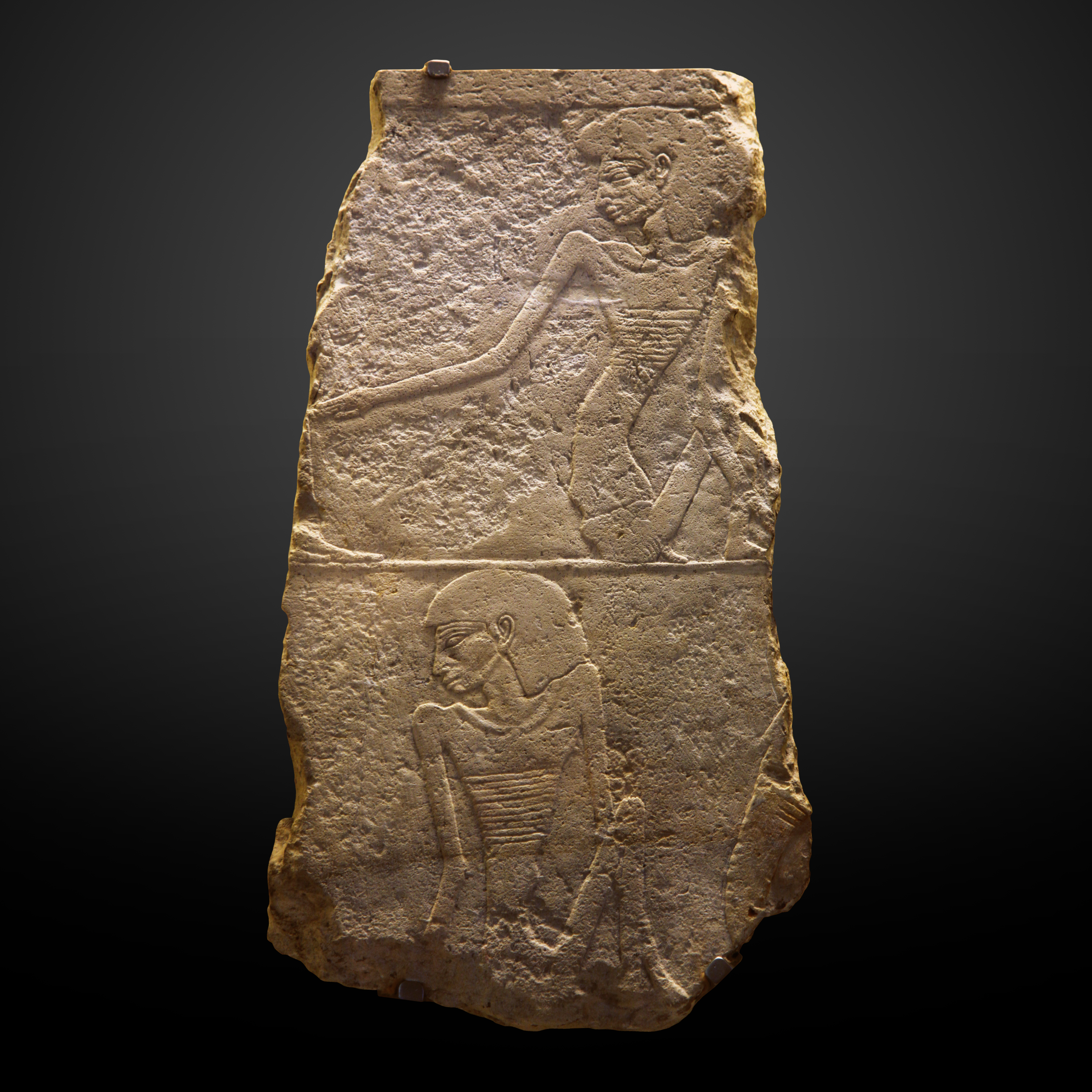
Relieffragment aus der Wandverkleidung des Aufwegs des Unas